# تپه قارگل تپه کوچک
تپه قارگل تپه کوچک مربوط به دوره ساسانیان است و در شهرستان خدابنده، بخش سجاسرود، روستای کشک آباد واقع شده و این اثر در تاریخ ۱۲ بهمن ۱۳۸۱ با شمارهٔ ثبت ۷۴۱۴ به‌عنوان یکی از آثار ملی ایران به ثبت رسیده است.